# مدرسة ابن الهيثم الإسلامية
مدرسة ابن الهيثم الإسلامية هي مؤسسة تعليمية للمغتربين معترف بها من قبل حكومة مملكة البحرين التي تلبي التعليم مع الالتزام بتعاليم الإسلام.
الإيديولوجية الإسلامية هي السائدة في جميع جوانب المدرسة. تضم المدرسة 250 معلما وأكثر من 2500 طالب وطالبة. هي مدرسة خاصة.

## الحرم المدرسي
تضم المدرسة حرمين مدرسيين أحدهما في العاصمة المنامة للصفوف من الروضة إلى الثاني الابتدائي والآخر في قرية المقشع من الصف الثالث الابتدائي إلى التوجيهي. بدأ تشييد مباني جديدة في المقشع للفتيات.